# Iteaphila cana
Iteaphila cana är en tvåvingeart som beskrevs av Axel Leonard Melander 1946. Iteaphila cana ingår i släktet Iteaphila, ordningen tvåvingar, klassen egentliga insekter, fylumet leddjur och riket djur.
Artens utbredningsområde är Saskatchewan. Inga underarter finns listade i Catalogue of Life.